# Csoportos létszámcsökkentés
A csoportos létszámcsökkentés (a sajtóban csoportos vagy tömeges létszámleépítés,  a hétköznapi nyelvben kirúgáshullám  vagy tömeges kirúgás) olyan munkáltatói intézkedés, amellyel kapcsolatban a munkáltatókat bizonyos jogszabályi kötelezettségek terhelik. A munkavállalók nagyobb csoportját fenyegető elbocsátások jogi szabályozásának harmonizálását az Európai Unió már korán megkezdte. Az irányelv célja a tagállamoknak a csoportos létszámcsökkentésekre vonatkozó eljárását és annak szabályozását érintő jogszabályainak közelítése azzal a szándékkal, hogy csoportos létszámcsökkentés esetén erősebb védelmet élvezhessenek a munkavállalók.
Az EU tagállamainak lehetőségük van a munkavállalók számára kedvezőbb intézkedéseket alkalmazniuk vagy bevezetniük.
"A dolgozók jobban tartanak a csoportos létszámleépítéstől, mint az egyéni felmondástól, pedig a csoportos forma komoly előnyökkel járhat. A cég számára támadhatatlanná teszi a felmondás indoklását, míg a munkavállalók általában többletjuttatásokat kapnak az egyéni felmondáshoz képest."

## Az Európai Unió jogában
A csoportos létszámcsökkentésről szóló 98/59/EK irányelv (1998. július 20.) kötelezővé teszi a munkáltatók számára, hogy csoportos létszámcsökkentés esetén konzultáljanak a munkavállalók képviselőivel. Tételesen meghatározza a konzultáció által megvitatandó pontokat illetve azokat a tudnivalókat, amelyeket a munkáltató köteles a konzultáció során a képviselők tudomására hozni. Az irányelv meghatározza továbbá a csoportos létszámcsökkentés esetén követendő eljárást és annak szabályait is.

### Kivételek
- Az irányelv nem vonatkozik a következőkre:
  - a határozott idejű vagy adott feladatra megkötött munkaszerződéseket érintő csoportos létszámcsökkentésekre, kivéve, ha a csoportos létszámcsökkentésre a határozott idő lejárta vagy a feladat elvégzését megelőzően kerül sor;
  - a közigazgatási vagy közjogi intézmények dolgozóira;
- a tengerjáró hajók legénységére.

### Konzultációk
Ha egy munkáltató csoportos létszámcsökkentést tervez, megállapodás megkötése céljából köteles konzultációt kezdeményezni a munkavállalók képviselőivel. A konzultációk kiterjednek legalább a csoportos létszámcsökkentések elkerülésének, vagy az érintett munkavállaló-létszám csökkentésének módjaira és eszközeire, valamint a következmények enyhítésére többek között olyan kísérő szociális intézkedések alkalmazása révén, amelyek segítséget nyújtanak a munkavállalók áthelyezésében vagy átképzésében.

### A munkáltató által kötelezően nyújtandó információ
Az irányelv kimondja, hogy a tagállamok előírhatják, hogy a munkavállalók képviselői szakértők segítségét kérhetik a nemzeti jogszabályoknak megfelelően.

A munkáltató a konzultáció során köteles megadni minden, a tárgyra vonatkozó információt a munkavállalók képviselőinek és írásban feltétlenül közölni:
- az okokat;
- azt az időszakot, amely során a tervezett elbocsátásokat végre kívánják hajtani;
- a rendszerint alkalmazott munkavállalók számát és a munkavállalói kategóriákat;
- az elbocsátani kívánt munkavállalók számát;
- az elbocsátani kívánt munkavállalók kiválasztásakor alkalmazott kritériumokat;
- az esetleges végkielégítés kiszámításának módszerét.

### A csoportos létszámcsökkentésre vonatkozó eljárás
- a munkáltató írásban értesíti az illetékes hatóságot a tervezett csoportos létszámcsökkentésről. A tájékoztatásnak a végkielégítés számítási módszerein kívül tartalmaznia kell valamennyi, a tervezett csoportos létszámcsökkentésre és a konzultációkra vonatkozó lényeges információt. Ugyanakkor, ha az üzem tevékenységének megszüntetésére bírósági határozat következtében kerül sor, a munkáltató csak akkor értesíti írásban a hatóságot, ha az utóbbi ezt kifejezetten kéri;
- a munkáltató az értesítés egy példányát átadja a munkavállalók képviselőinek, akik észrevételeket küldhetnek az illetékes hatóságnak;
- a csoportos létszámcsökkentések leghamarabb a hatóságnak leadott tájékoztatást követő 30. napon lépnek hatályba, mely időszak alatt az illetékes hatóság megoldásokat keres a csoportos létszámcsökkentés következtében felmerülő problémákra. A tagállamok feljogosíthatják a hatóságot a határidő lecsökkentésére, illetve a 60 napra való meghosszabbítására abban az esetben, ha a problémákat nem lehet rövidebb időn belül megoldani. Ez a cikk nem kötelező a bírósági határozat eredményeképp megszüntetett üzemi tevékenységből eredő csoportos létszámcsökkentésekre. A tagállamok az illetékes hatóságot további hosszabbításokra jogosíthatják fel. A meghosszabbítást és annak indoklását az eredeti határidő lejárta előtt közölni kell a munkáltatóval.

## Szabályai a magyar jogban
A csoportos létszámcsökkentés szabályait Magyarországon A munka törvénykönyve határozza meg. A magyar munkajog 1991 óta tartalmaz speciális rendelkezéseket arra az esetre, ha a munkáltató a tevékenységével összefüggő okok következtében rövid időn belül viszonylag nagyobb számú munkavállaló munkaviszonyának megszüntetését határozza el. Lényeges, hogy valamennyi törvényi rendelkezéstől kollektív szerződés – és az erre irányadó törvényi feltételek teljesülése esetén,  üzemi megállapodás – kizárólag a munkavállaló javára térhet el.
Csoportos létszámcsökkentésnek minősül, ha a munkáltató a döntést megelőző félévre számított átlagos statisztikai létszám szerint
- a) húsznál több és száznál kevesebb munkavállaló foglalkoztatása esetén legalább tíz munkavállaló,
- b) száz vagy annál több, de háromszáznál kevesebb munkavállaló foglalkoztatása esetén legalább a munkavállalók tíz százaléka,
- c) háromszáz vagy annál több munkavállaló foglalkoztatása esetén legalább harminc munkavállaló

munkaviszonyát kívánja - figyelemmel a (3) bekezdésben foglaltakra - harmincnapos időszakon belül a működésével összefüggő ok miatt megszüntetni.
Ha a munkáltató fél évnél rövidebb ideje alakult, az (1) bekezdésben meghatározott munkavállalók átlagos statisztikai létszámát az adott időszakra vonatkozóan kell megállapítani.
Ha a munkáltatónak több telephelye van, az (1) bekezdésben foglalt feltételek fennállását telephelyenként kell megállapítani azzal, hogy az azonos megyében (fővárosban) található telephelyek esetében a munkavállalók létszámát össze kell számítani. A munkavállalót azon a telephelyen kell számításba venni, amelyen a csoportos létszámcsökkentésről szóló döntés meghozatalakor irányadó beosztása szerint végez munkát.
A csoportos létszámcsökkentésre vonatkozó szabályokat a tengerjáró hajók legénységére nem kell alkalmazni.
A munkáltató, ha csoportos létszámcsökkentés végrehajtását tervezi, az üzemi tanáccsal tárgyalni köteles.
A tárgyalás megkezdését megelőzően legalább 7 nappal a munkáltató köteles az üzemi tanácsot írásban tájékoztatni
- a) a tervezett csoportos létszámcsökkentés okáról,
- b) foglalkoztatási csoportok szerinti megosztásban a tervezett létszámcsökkentéssel érintett, vagy
- c) a 71. § (1) bekezdésében meghatározott időszakban foglalkoztatott munkavállalók létszámáról,
- d) a létszámcsökkentés végrehajtásának tervezett tartamáról, időbeni ütemezéséről,
- e) a kiválasztás szempontjairól, valamint
- f) a munkaviszony megszüntetésével kapcsolatos - a munkaviszonyra vonatkozó szabályban meghatározottól eltérő - juttatás feltételéről és mértékéről.[11]

A munkáltató tárgyalási kötelezettsége a megállapodás megkötéséig, ennek hiányában legalább a tárgyalás megkezdését követő tizenöt napig áll fenn.
A tárgyalásnak - a megállapodás érdekében - ki kell terjednie a csoportos létszámcsökkentés
- a) elkerülésének lehetséges módjára, eszközére,
- b) elveire,
- c) következményeinek enyhítését célzó eszközökre, valamint
- d) az érintett munkavállalók számának csökkentésére.[13]

A tárgyalás során kötött megállapodást írásba kell foglalni és meg kell küldeni az állami foglalkoztatási szervnek.
A csoportos létszámcsökkentés végrehajtásáról szóló döntésben meg kell határozni
- a) foglalkoztatási csoportok szerinti megosztásban az intézkedéssel érintett munkavállalók létszámát, valamint
- b) a csoportos létszámcsökkentés végrehajtásának kezdő és befejező időpontját vagy végrehajtásának időbeni ütemezését.[15]

A csoportos létszámcsökkentés időbeni ütemezését harmincnapos időszakok alapján kell meghatározni. Ebből a szempontból a munkáltató döntésében meghatározott ütemezést kell irányadónak tekinteni.
A munkavállalók létszámát együttesen kell figyelembe venni, ha a munkáltató az utolsó munkaviszony megszüntetésére irányuló jognyilatkozat közlésétől vagy megállapodás kötésétől számított harminc napon belül újabb, a munkaviszony megszüntetésére irányuló jognyilatkozatot közöl vagy megállapodást köt.
A (3) bekezdés alkalmazásában munkaviszony megszüntetésére irányuló
- a) jognyilatkozatnak a munkáltató működésével összefüggő okra alapított felmondást,
- b) megállapodásnak a munkáltató által kezdeményezett közös megegyezést kell tekinteni.[18]

A munkáltató működésével összefüggő okra alapított megszüntetésnek kell tekinteni a 79. § (1) bekezdés b) pont szerinti munkáltatói intézkedést, valamint - ellenkező bizonyításig - a felmondást, ha e törvény alapján nem kell indokolni.
A munkáltató a csoportos létszámcsökkentésre vonatkozó szándékáról, valamint a 72. § (2) bekezdésében meghatározott adatról és körülményről írásban értesíti az állami foglalkoztatási szervet és ennek másolatát az üzemi tanácsnak át kell adni.
A munkáltató a csoportos létszámcsökkentésre vonatkozó döntéséről az állami foglalkoztatási szervet a felmondás vagy a 79. § (1) bekezdés b) pont szerinti jognyilatkozat közlését legalább harminc nappal megelőzően írásban tájékoztatja. Ennek során közli a létszámcsökkentéssel érintett munkavállaló
- a) azonosító adatait,
- b) munkakörét, valamint
- c) szakképzettségét.[21]

A munkáltató a csoportos létszámcsökkentésre vonatkozó döntéséről az érintett munkavállalót a felmondás vagy a 79. § (1) bekezdés b) pont szerinti azonnali hatályú felmondás közlését megelőzően legalább harminc nappal írásban tájékoztatja. A felmondás és az azonnali hatályú felmondás a tájékoztatást követő harminc nap elteltét követően közölhető.
Az (1) bekezdés szerinti tájékoztatást meg kell küldeni az üzemi tanácsnak és az állami foglalkoztatási szervnek is.
Az (1) bekezdésben foglaltak megszegésével közölt felmondás jogellenes.
A 72. § (5) bekezdése szerinti megállapodás megállapíthatja azokat a szempontokat, amelyekre figyelemmel a munkáltató a munkaviszony megszüntetéssel érintett munkavállalók körét meghatározza.
A munkavállaló nem hivatkozhat a megállapodás megsértésére, ha az (1) bekezdésben foglalt munkáltatói kötelezettség teljesítéséhez szükséges tájékoztatást nem adta meg.

## Külső hivatkozások
- Újabb nagy leépítés jön a Hewlett-Packardnál[halott link]
- 300 dolgozót rúg ki az MKB
- Közgép 2015
- nokia 2012
- Kemma - összeállítás a Nokiáról
- Microsoft hivatalosan is bebukta a Nokiát
- Kivonul Komáromból a Microsoft